# Клингенберг, Михаил Михайлович
Михаи́л Миха́йлович Клингенбе́рг (3 мая 1861 — 23 декабря 1939, Княжево, Болгария) — русский генерал, герой русско-японской войны, директор Полтавского кадетского корпуса.

## Биография
Православный. Из потомственных дворян Санкт-Петербургской губернии.
Сын тайного советника Михаила Карловича Клингенберга, внук генерала от инфантерии Карла Фёдоровича Клингенберга, известного военного педагога. Брат Николай — государственный деятель, тайный советник. Сестра Анна (1855—после 1928) — замужем за В. А. Шильдером, директором Пажеского корпуса и Александровского лицея; в 1925 году репрессирована.
Окончил 5-ю классическую гимназию в Петербурге (1881) и Пажеский корпус (1883), выпущен из камер-пажей в прапорщики (1883) лейб-гвардии Семёновского полка.
Чины: подпоручик (1884), поручик (1887), штабс-капитан (1894), подполковник (1897), полковник (за боевые отличия, 1904), генерал-майор (за отличие, 1910).
Окончил Николаевскую академию Генерального штаба с дополнительным курсом (по 2-му разряду). Служил офицером-воспитателем Николаевского кадетского корпуса (1893—1900).
Участвовал в русско-японской войне, командовал батальоном, был ранен. Награждён Золотым оружием «За храбрость» (1907).
Служил инспектором классов Псковского кадетского корпуса (1906—1910), состоял генералом для поручений при Главном управлении военно-учебных заведений (1910—1911). В 1911—1917 годах занимал пост директора Полтавского кадетского корпуса.
Участвовал в Белом движении в составе ВСЮР. До августа 1919 состоял в резерве чинов при штабе Главнокомандующего ВСЮР, после чего исключён как не явившийся более 4-х месяцев к месту службы.
В эмиграции в Болгарии. Жил в Тырново, состоял членом полкового объединения.
Скончался в 1939 году в Княжево (пригород Софии).

## Семья
Был женат. Имел двоих сыновей:
- Михаил, капитан Семёновского полка, сражался в Добровольческой армии и ВСЮР, убит 16 сентября 1920 в Таврической губернии.

## Награды
- Орден Святой Анны 3-й ст. (1896);
- Орден Святого Станислава 2-й ст. (1899);
- Орден Святой Анны 2-й ст. (1902);
- Золотое оружие «За храбрость» (ВП 11.10.1907);
- Орден Святого Владимира 3-й ст. (1913).